# La Passió de Vilalba dels Arcs
La Passió de Vilalba dels Arcs és una representació teatral a Vilalba dels Arcs (Terra Alta), dels últims dies de la vida de Jesús, que es representa el Dijous Sant, en sessió nocturna, i el Dissabte Sant, a la tarda. Se reviuen los últims dies de vida de Jesús, des de l'entrada a Jerusalem fins a la seua crucifixió. Les representacions, que en un inici sols se feien el Dissabte Sant, van iniciar-se el 1996, per iniciativa de La Pirindola, el grup local de teatre. Des d'aleshores, s'han realitzat cada any de forma interrompuda.
Fou declarada Patrimoni Festiu de Catalunya per la Generalitat de Catalunya i Festa d'Interès Comarcal pel Consell Comarcal de la Terra Alta, l'any 2015, coincidint amb lo 20è aniversari de la representació.

## Història
La Pirindola es va crear l'any 1994 i, després d'interpretar dues obres lo 1995, ambdues amb gran acceptació i molta participació dels joves del poble, es va decidir representar una obra al carrer, en un format totalment diferent. Se va triar fer la Passió de Crist. A Vilalba dels Arcs no s'havia fet mai abans, però hi pesava el fet que Joan Povill i Adserà, autor de la Passió d'Olesa de Montserrat, era fill de la població.
Al poble la tradició teatral havia estat molt important. Abans de la guerra civil ja hi havia grups de teatre, que es van recuperar als anys quaranta i van tenir continuïtat fins a la dècada dels 70. Actualment, lo grup teatral La Pirindola segueix actiu i també col·labora amb la Passió.
La primera representació de la Passió, el Dissabte Sant de 1996, va ser tot un èxit tant de públic com de participació, i el bon resultat va engrescar el donar-li continuïtat. L'any següent, amb la col·laboració de l'ajuntament, se va crear el Patronat de la Passió, que l'any 2000 se registrava com a entitat. Des d'aleshores, lo Patronat és lo responsable de l'organització de la Passió i de totes les activitats paral·leles que es realitzen. Fins al moment tots los presidents han estat regidors de l'ajuntament.
Lo mateix 2000, l'assaig general que es feia el Dijous Sant se va obrir als veïns, i així va iniciar-se la representació nocturna, incorporada oficialment des del 2001. La versió coincideix amb la del dissabte, però la fa diferent l'escenari nocturn amb la il·luminació natural mitjançant llànties d'oli que porten los actors i actrius, i les torxes enceses a diferents escenes i a tot lo camí del calvari.

## Descripció
La Passió té una durada aproximada de dues hores i mitja, i transcorre pels carrers i places del poble. La representació es fa al llarg d'un itinerari amb parada a dotze escenes: La Història, Benaurances, Rams, Temple, Sant Sopar, Miracle de les Leproses, Negacions, Judici, Aiguaders, Segona Caiguda, Veròniques i Maries, Calvari. Comença a la plaça de Sant Antoni i finalitza al Calvari amb la Crucifixió. En lo mateix recorregut lo públic i els actors se van barrejant, formant tots part de la recreació.
Els diàlegs en són una part molt important. L'autoria del text és del Sr. Rafel Esteruelas, veí de Vilalba i ferrer de professió. És director de la Passió des dels seus inicis i del grup de teatre La Pirindola. Esteruelas va preparar el guió fent una versió adaptada i lliure dels diferents evangelis canònics i apòcrifs sobre la Passió de Crist. Cada any ell mateix fa una revisió del text, amb retocs i posant l'accent en diferents aspectes socials d'actualitat. Lo parlar dels actors, amb los trets característics del territori, també dona un plus als diàlegs.
La vestimenta és senzilla, i segueix un estil entre els diferents actors i figurants. També l'ambientació del poble segueix una línia semblant, roba de sac per tapar els senyals de trànsit, rames d'olivera als balcons, flors aromàtiques que es llencen al carrer, enramades al nucli històric, etc.
En cada edició es busca la col·laboració d'associacions de la comarca. Lo 2014 hi va participar l'Orfeó de Gandesa, amb una actuació musical al principi i final de la Passió. I també des de fa anys hi toquen los grallers d'Horta de Sant Joan i la Coral del Record de Batea. Lo grup d'armats que hi participa és de Vilalba mateix i es va consolidar definitivament l'any 2006 arran de la Passió, en anys anteriors hi havien col·laborat los armats de Flix i Tortosa.
En cas d'inclemències del temps se representa la Passió curta a l'interior del Centre Cultural Rossinyol. És una versió reduïda en la que sols se representen los moments destacats de la Passió. Esta versió s'ha representat també fora de la població per promocionar-la, en concret a Arnes, Batea i Tortosa.
La participació en la Passió és de 25-30 actors que tenen text parlat i 150-200 figurants repartits en diferents grups: grup d'armats, grup de poble, grup de temple, etc. A tots ells, cal afegir prop d'un centenar de col·laboradors i organitzadors. Entre tots sumen quasi la meitat de veïns del poble. Cal destacar esta important i elevada participació, i com la Passió esdevé un fort element cohesionador i potenciador de les relacions intergeneracionals, unint als veïns i a les associacions. Un dels membres del Patronat afirma que “la Passió fa poble”, i fa poble en tots los sentits possibles, d'unir, de promocionar, de crear identitat, etc.
Cal destacar el caràcter reivindicatiu de la Passió de Vilalba, que subratlla el paper de Jesús en la lluita contra les desigualtats i l'abús de poder. Les dones són molt protagonistes, tant la Mare de Déu com Maria Magdalena així com altres dones que acompanyen a Jesús, tenen un paper principal en diferents escenes com la del Sant Sopar.
Lo dissabte, a banda de la representació de la Passió, hi ha una programació complementària d'activitats. Se realitza el mercat d'artesania i productes locals (les parades s'ubiquen dins de les entrades de les cases del centre del poble), la jornada de portes obertes del museu rural Casa Silveri, l'església de la Confraria de Nostra Sra. de Gràcia, l'església parroquial de Sant Llorenç, la casa Coll, etc. A més hi ha el tast de vins, animació infantil, concurs de pintura ràpida, etc. Des del Patronat s'ha apostat per la promoció del patrimoni, el territori i els productes locals, especialment los agroalimentaris i artesanals. El Dijous, després de la representació, té lloc un concert d'algun grup o cantautor del territori.
Destaca la promoció del Vi de la Passió, com a nexe que uneix la Passió amb la promoció local. Des del 2006, el Patronat de la Passió l'elabora de forma artesanal, fent “un vi a l'antiga” emmagatzemat en unes àmfores de terrissa que són obertes durant lo tast comentat del Dissabte Sant. Este vi és lo que beu al Sant Sopar de la Passió.
La Passió de Vilalba i les activitats complementàries que l'acompanyen, al llarg dels seus anys de vida, han anat evolucionant i transformant-se per tal d'esdevenir una celebració de referència de la Setmana Santa a les Terres de l'Ebre. Com a reptes de futur, caldrà un replanteig si es vol absorbir més públic en les dues representacions anuals. En les condicions actuals hi ha dificultat per seguir algunes escenes, i més tenint en compte que sols hi ha megafonia a l'escena del judici.